# Kirsten Zickfeld
Kirsten Zickfeld, född 1971 i Saarbrücken, är en tysk klimatfysiker som nu är baserad i Kanada. Hon är medlem i FN:s klimatpanel och var en av författarna till den mellanstatliga panelen för klimatförändringars (IPCC) specialrapport om konsekvenserna av uppvärmning med 1,5 °C (SR15). Zickfeld avslutade en magisterexamen i fysik vid Freie Universität Berlin 1998, följt av en doktorsexamen i fysik vid Universität Potsdam 2004.

## Forskarkarriär
Zickfeld avlade magisterexamen i fysik vid Free University of Berlin 1998, följt av en doktorsexamen i fysik vid University of Potsdam 2004. Efteråt genomförde Zickfield postdoktoral klimatforskning vid Potsdam Institute for Climate Impact Research, University of Victoria och Canadian Center for Climate Modeling and Analysis.
Sedan 2010 har Zickfeld forskat som professor i klimatvetenskap vid Simon Fraser University i Burnaby, British Columbia. Hennes forskning involverar olika aspekter av klimatförändringar, inklusive begränsningsstrategier såsom teknik för negativa utsläpp. Hon var en av två kanadensiska författare, och en av 91 författare, i IPCC:s specialrapport om konsekvenserna av uppvärmning med 1,5 °C (SR15).
Zickfelds forskning har citerats över 7 000 gånger och har ett h-index och i10-index på 42 respektive 64. 2019 fick hon motta President's Awards for Leadership in Sustainability från Simon Fraser University.